# أنخيل باز
أنخيل باز (بالإسبانية: Ángel Paz)‏ (28 أكتوبر 1950 في هندوراس - 4 نوفمبر 2008) هو مدرب كرة قدم ولاعب كرة قدم هندوراسي في مركز الوسط. شارك مع منتخب هندوراس لكرة القدم. أما مع النوادي، فقد لعب مع نادي ديبورتيفو أوليمبيا وC.D. Real Juventud ‏.

## وصلات خارجية
- أنخيل باز على موقع الاتحاد الدولي (مؤرشف)  (الإنجليزية)